# Al Asimah
Al-Asimah est un gouvernorat du Koweït. Il est situé dans le centre du pays et couvre notamment la ville de Koweït, capitale du pays.

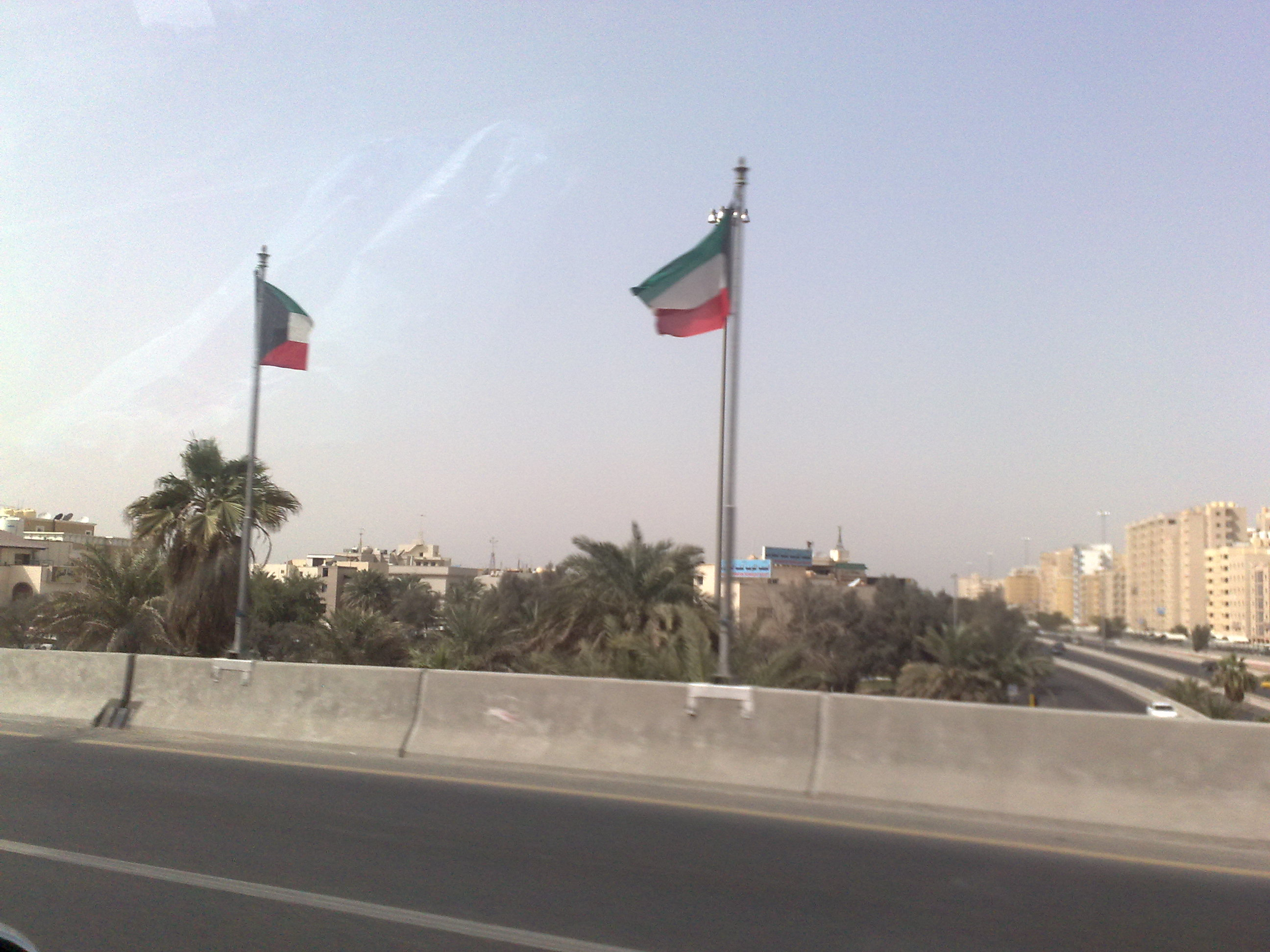
Le quatrième périphérique